# Wilczkowice Dolne (województwo mazowieckie)
Wilczkowice Dolne – wieś sołecka w Polsce położona w województwie mazowieckim, w powiecie kozienickim, w gminie Magnuszew, przy drodze krajowej nr 79.
Do 1954 roku siedziba gminy Rozniszew. W latach 1975–1998 miejscowość administracyjnie należała do województwa radomskiego.
Wierni kościoła rzymskokatolickiego należą do parafii św. Jana Chrzciciela w Magnuszewie.